# Casa das Artes Villa Real
A Casa das Artes Villa Real foi inaugurada em 1999, para abrigar exposições de artistas plásticos de São Gonçalo no Rio de Janeiro. Também conhecida como Casa das Artes de São Gonçalo é utilizada para a realização de shows intimistas e lançamentos de livros. A casa se destaca por possuir uma vitrine de vidro de mais de 20m de cumprimento voltada  para a rua principal da cidade possibilitando que os transeuntes possam ver as obras sem precisar entrar na galeria, esse é o maior diferencial dessa galeria. É o principal espaço cultural público de São Gonçalo, única galeria de arte da cidade, localizada no centro. Gerenciado pela Fundação de Artes de São Gonçalo, o local tem entrada gratuita.a casa recebeu exposições de artistas como Altay Veloso , Marcelo Toffoli, Messias Barros entre outros. Exposições da SEAC - Sociedade Espírita Amor e Caridade são recorrentes além de palestras, aulas de desenho artístico, artesanato, desfiles e eventos culturais dos mais variados tipos reforçam a importância do espaço que já recebeu mais de 1 milhão de visitações desde a sua inauguração.  
1. ↑  «Casa das Artes Villa Real | Mapa de Cultura RJ». mapadecultura.rj.gov.br. Consultado em 28 de junho de 2020
2. ↑  Gonçalo, O. São (13 de dezembro de 2018). «Casa das Artes de São Gonçalo recebe projeto 'É preciso ser dito' com Altay Veloso». O São Gonçalo. Consultado em 28 de junho de 2020